# Kościół Świętych Apostołów
Kościół Świętych Apostołów (gr. Άγιοι Απόστολοι Agioi Apostoloi) – chrześcijańska bazylika wybudowana w Konstantynopolu w roku 550, za panowania cesarza Justyniana I Wielkiego. Kościół ten w Cesarstwie Bizantyjskim ustępował rangą jedynie kościołowi Mądrości Bożej. Po upadku Konstantynopola w 1453 pełnił przez kilka lat funkcję katedry patriarszej. W 1461 został zburzony przez Turków.

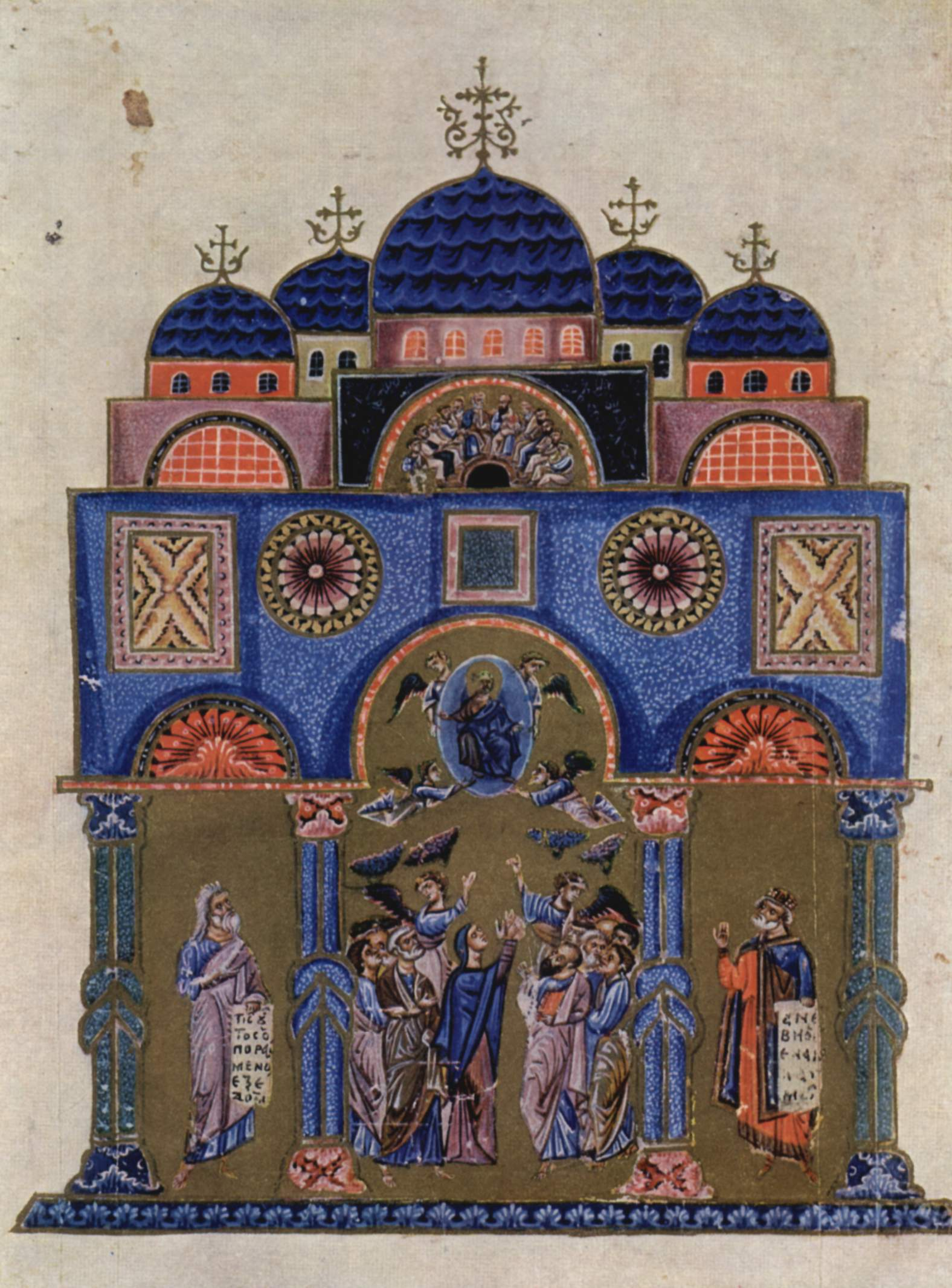
Rysunek pochodzący z Kodeksu Watykańskiego z roku 1162, który – jak się uważa – przedstawia kościół Świętych Apostołów

## Historia
Oryginalna świątynia została ufundowana około roku 330 przez cesarza Konstantyna Wielkiego, który uczynił Konstantynopol stolicą cesarstwa rzymskiego. Budowę ukończono jednakże dopiero za panowania syna i następcy Konstantyna – Konstancjusza II, który złożył w nim doczesne szczątki swojego ojca. Kościół został poświęcony dwunastu apostołom – uczniom Jezusa Chrystusa. Intencją cesarza było, aby zebrać w nim relikwie pochodzące od wszystkich apostołów. W rezultacie zgromadzono tu jednak tylko relikwie apostoła Andrzeja, Łukasza Ewangelisty oraz Tymoteusza z Efezu (jednakże ostatnich dwóch nie należało do pierwotnej grupy dwunastu apostołów). W późniejszych stuleciach zaczęto przyjmować, iż kościół jest poświęcony jedynie tej trójce świętych.
Niewiele wiadomo o wyglądzie pierwotnego kościoła poza tym, iż został zbudowany na planie krzyża. Grecki historyk Euzebiusz z Cezarei podaje, że był to wysoki budynek otoczony z czterech stron portykami. Ściany jego miały być wykonane z marmuru, a dach pokryty złotem. Jednakże już w okresie rządów cesarza Justyniana budynek ten przestał być uważany za wystarczająco okazały i z tego powodu w tym samym miejscu wybudowano nowy kościół pod tym samym wezwaniem. Historyk Prokopiusz przypisuje patronowanie przebudowie Justynianowi, natomiast pisarz znany jako Pseudo-Codinus przypisuje to dzieło jego żonie – cesarzowej Teodorze. Nowa świątynia została konsekrowana 28 czerwca 550 roku.
Nowy kościół miał formę krzyża greckiego z pięcioma kopułami: jedną nad każdym z czterech ramion krzyża oraz główną w miejscu przecięcia się tych ramion. Zachodnie ramię rozszerzało się dalej na zachód tworząc atrium. Szczątki Konstantyna I Wielkiego oraz relikwie trzech świętych zostały ponownie umieszczone w kościele, natomiast dla Justyniana I Wielkiego i jego rodziny wybudowano nowe mauzoleum na końcu północnego ramienia.
Przez następne 700 lat kościół Świętych Apostołów był, po kościele Mądrości Bożej, drugą co do ważności świątynią Konstantynopola. Jednakże podczas gdy Wielki Kościół stał w najstarszej części miasta, kościół Świętych Apostołów stał w centrum jego nowszej części. Znajdował się przy przechodzącej przez całe miasto ulicy Mese (Środkowej) i z tego względu był najbardziej uczęszczanym kościołem stolicy. Większość cesarzy bizantyjskich oraz wielu patriarchów Konstantynopola i biskupów zostało pochowanych w jego wnętrzu, a ich szczątki były czczone przez prawowiernych przez stulecia.
Najcenniejszymi relikwiami kościoła były czaszki mające należeć do świętych Andrzeja, Łukasza i Tymoteusza; jednakże znajdowały się tam również relikwie świętego Jana Chryzostoma oraz innych ojców kościoła, świętych i męczenników. W kościele znajdował się również fragment kolumny uznawany za część „Kolumny Biczowania”, do której przywiązano Jezusa w trakcie biczowania. Przez lata kościół zgromadził ogromne ilości złota, srebra oraz drogich kamieni darowanych mu przez wiernych.

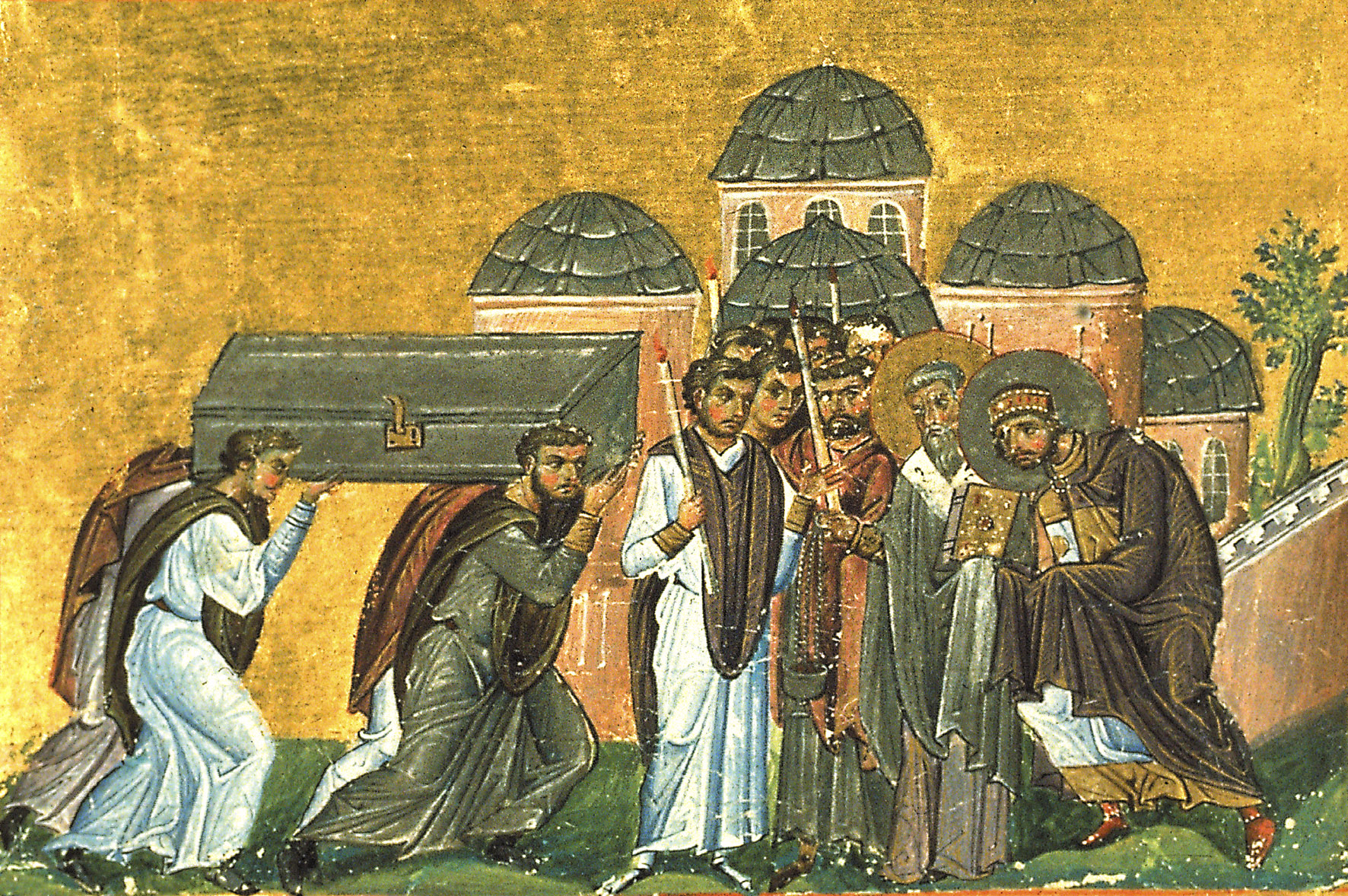
Miniatura z XI wieku przedstawiająca umieszczenie zwłok św. Jana Chryzostoma w kościele Świętych Apostołów

W IX wieku został odnowiony i prawdopodobnie powiększony przez cesarza Bazylego I Macedończyka. W X wieku Konstantyn z Rodos stworzył, w formie wiersza, Opis budynku Apostołów, który zadedykował Konstantynowi VII Porfirogenecie. Bazylika została złupiona podczas niesławnej IV krucjaty w 1204. Historyk Niketas Choniates odnotował, iż krzyżowcy splądrowali cesarskie grobowce, okradając zwłoki ze złota i drogich kamieni. Nie oszczędzili nawet grobowca cesarza Justyniana Wielkiego. Grobowiec cesarza Herakliusza został otwarty, a jego złotą koronę zerwano mu z głowy razem z włosami zmarłego władcy. Niektóre z tych skarbów zabrano później do Wenecji, gdzie można je wciąż oglądać w bazylice św. Marka.
Kiedy w 1261 Michał VIII Paleolog odbił miasto z rąk krzyżowców, wzniósł on w kościele figurę Archanioła Michała, aby uczcić to pamiętne wydarzenie oraz siebie samego. Na początku XIV wieku za panowania cesarza Andronika II Paleologa kościół ponownie odnowiono. W późniejszym okresie przestał on jednak być remontowany ze względu na postępujący upadek Cesarstwa Bizantyjskiego oraz zmniejszanie się liczby mieszkańców stołecznego Konstantynopola. Florentyńczyk Cristoforo Buondelmonti widział zniszczony budynek kościoła w 1420 roku.
W 1453 roku Konstantynopol upadł pod naporem Turków. Wtedy to zamieniono kościół Mądrości Bożej w meczet, a sułtan Mehmed II rozkazał ekumenicznemu patriarsze Gennadiuszowi II Scholarowi przenieść się do kościoła Świętych Apostołów. Z tego względu przekształcił się on w centrum ortodoksyjnego kościoła greckiego. Jednakże okolica kościoła została wkrótce zasiedlona przez znaczną ilość Turków i z tego powodu ogromny oraz centralnie położony budynek, znajdujący się wciąż w rękach chrześcijan, zaczął drażnić muzułmanów. Z tego powodu Gennadiusz zdecydował się przenieść katedrę patriarszą do kościoła Matki Bożej Pammakaristos, znajdującego się w głównej chrześcijańskiej dzielnicy miasta – Fanarionie.
Mehmed II nie zdecydował się na przekształcenie kościoła w meczet, lecz postanowił go zburzyć. Na jego miejscu wybudował zaś nową świątynię (Meczet Fatih), która wciąż znajduje się na miejscu dawnego kościoła Świętych Apostołów.

## Wygląd kościoła
Poza przedstawioną wyżej ilustracją nie istnieje żaden obraz kościoła Świętych Apostołów. Wiadomo natomiast, że bazylika św. Marka w Wenecji była na nim częściowo wzorowana (podobnie jak katedra de Saint Front w Périgeux, chociaż prawdopodobnie bardziej swobodnie). Dwunastowieczny pisarz Nicholas Mesarites pozostawił opis kościoła, jednakże tylko jego część dotrwała do naszych czasów.

## Literatura
- Ken Dark and Ferudun Özgümüş, ‘New Evidence for the Byzantine Church of the Holy Apostles from Fatih Camii, Istanbul’, Oxford Journal of Archaeology, 21 (2002), 393–413 (ang.)
- Glanville Downey, ‘The Tombs of the Byzantine Emperors in the Church of the Holy Apostles in Constantinople’, Journal of Hellenic Studies, 79 (1959), 27–51 (ang.)
- Ann Wharton Epstein, ‘The Rebuilding and Decoration of the Holy Apostles in Constantinople: A Reconsideration’, Greek, Roman and Byzantine Studies, 23 (1982), 79–92 (ang.)
- Jonathan Harris, Constantinople: Capital of Byzantium (Hambledon/Continuum, 2007). ISBN 978-1847251794 (ang.)